# REIGN
REIGN（レイン）は、日本のヴィジュアル系ロックバンドである。2013年11月9日始動、東京を拠点として活動中。

## 概要
2013年、元メンバーのKAJIを中心に結成。バンド名の由来は、「単語の意味合い的にそうありたいという像から」。バンドのコンセプトは「悪魔的右ストレート」で、「LIVEを観る人、楽曲を聴いた人にわかりやすく世界観が伝わるように」という意味合い。ファンの呼称は「小悪魔」、メンバーや公式のマスコットキャラクター達も悪魔という設定で、ライブ中には「悪魔の角ポーズ」としてコルナのハンドサインを掲げるなど、「悪魔的」要素を随所に取り入れる。
2016年、自主レーベルである「悪魔的右ストレートレコーズ」より「SPEED DISK」へ移籍。
2019年11月9日に結成6周年を迎えた。

## メンバー
- 郁磨（いくま）：Vocal担当。10月24日生まれ。
- TANO（たの）：Guiter担当。7月30日生まれ。
- 龍史（りゅうじ）：Bass担当。9月20日生まれ。
- 和春（かずはる）：Drums担当。11月25日生まれ。

### 旧メンバー
- ナギ（なぎ）：Guiter担当。2015年4月11日をもって脱退。音楽活動終了。
- KAJI（かじ）：Drums担当。2015年4月11日をもって脱退。breakin' holidayとして活動。

## 来歴
- 2013年
  - 郁磨（Vo.）・KAJI（元Dr.）を中心にセッションバンド「かじっぃくま」として3ヶ月限定で活動。ナギ（元Gu.）、TANO（Gu.）、龍史（Ba.）はサポートメンバーとして参加。
  - 11月9日：主催ライブ「REIGN STARTING LIVE『覇道・序』」を高田馬場AREAにて行い、「REIGN」として正式に始動。
- 2014年
  - 1月31日：悪魔的音源五部作第一章【疑惑】発売
  - 3月20日 - 3月23日：初の東名阪ツアー。（ZEALLINK主催、『東名阪ZEAL LINK VOL.1』に参加）
  - 4月4日 - 5月4日：初の全国ツアー。（SPEED DISK PRESENTS「森羅万象tour'14#1」に参加）9都市にて10公演を行う。（札幌、仙台、金沢、名古屋、高松、岡山、博多、大阪、渋谷）
  - 4月16日：悪魔的音源五部作第二章【究明】発売
  - 7月9日：悪魔的音源五部作第三章【真相】発売
  - 8月17日：主催ライブ「覇道・弐」を池袋EDGEにて開催
  - 10月22日：悪魔的音源五部作第四章【覚醒】発売
  - 10月25日：主催ライブ「郁磨Birdh dayイベント『魔王生誕祭』」を池袋EDGEにて開催
  - 11月8日：初のワンマンライブ『魔界 〜Devilish Girl's Band〜』を池袋EDGEにて開催（8日・9日の2日間公演）
  - 11月9日：結成一周年記念のワンマンライブ『魔界 〜Devilish Boy's Band〜』を池袋EDGEにて開催（8日・9日の2日間公演）
  - 12月24日：悪魔的音源五部作最終章 【迷宮】 発売
- 2015年
  - 2月21日 - 3月28日：関東近郊にて主催ライブツアー「覇道・参」を開催。ツアーファイナルでは過去最大動員を記録。
  - 4月11日：2度目のワンマンライブ『覚醒は迷宮と解放に帰す』を池袋EDGEにて開催（REIGNワンマン初のソールドアウト公演）[2]）
  - 4月11日：悪魔的音源五部作『裏』最終章【解放】発売（ライブ会場、通信販売限定販売）
  - 6月19日：主催ライブ「覇道・四」を渋谷REXにて開催
  - 7月22日：7作目のシングル「CLUB BUNNY」発売
  - 9月13日：主催ライブ「覇道・伍」を池袋EDGEにて開催
  - 10月24日：主催ライブ「REIGN presents 郁磨Birth day live『魔王生誕祭』」を高田馬場AREAにて開催
  - 11月8日：結成二周年記念のワンマンライブ『魔法のトビラ』を渋谷REXにて開催
  - 12月26日：主催ライブ「Last Saturday Night Party 2015」を高田馬場AREAにて開催
- 2016年
  - 1月20日：初のフルアルバム「【666】」発売
  - 2月6日 - 2月27日：主催ライブツアー「覇道・六」を開催（全国８都市）
  - SPEED：DISKへ移籍
  - 5月11日：8作目のシングル「AKANE」発売
  - 9月3日：ワンマンライブ「HOUSE OF THE DEVIL」を高田馬場AREAにて開催
  - 9月14日：9作目のシングル「君に」発売
  - 10月24日：「REIGN 郁磨Birthday SHORT ONE MAN LIVE 2016」を渋谷REXにて開催
  - 12月24日：REIGN Christmas ONEMAN LIVE「Death X'mas」を池袋EDGEにて開催。同日、和春の加入を発表
- 2017年
  - 2月8日：ミニアルバム「GRAY」発売
  - 5月4日：主催ライブ「覇道・七」を池袋EDGEにて開催
  - 6月6日・16日・26日：主催ライブ「6・6・6」を池袋EDGEにて開催
  - 6月7日：10作目のシングル「COBALT」発売
  - 7月30日：ワンマンライブ「撲殺？毒殺？ねぇ、たのくん？」を青山RizMにて開催
  - 8月19日 - 27日：主催ライブ「Ikebukuro 6days」を池袋EDGEにて開催
  - 9月20日：主催ライブ「爆ノリ最強うぇ〜い」を渋谷REXにて開催。同日、11作目のシングル「CRIMSON」発売
  - 10月20日：3部作完結＆郁磨 Birthday ONEMAN LIVE 「Weather of Death」をTSUTAYA O-WESTにて開催
  - 11月9日：REIGN ANNIVERSARY ONEMAN LIVE「4th」を SHIBUYA CHELSEA HOTELにて開催
- 2018年
  - 2月14日：2枚目のアルバム「ベリアル」発売
  - 3月3日：REIGN FAN MEETING ONE MAN LIVE「before parade」を東高円寺二万電圧にて開催
  - 3月17日 - 4月1日：REIGN 1st 東名阪 ONEMAN TOUR「Devil's paradE」を開催
  - 10月13日 - 11月10日：REIGN 5th ANNIVERSARY ONEMAN tour 2018〜2019 「The REIGN  #1【redefinition】」を開催（全国３都市）
  - 11月14日：ミニアルバム「BEYOND」発売
  - 11月17日 - 2019年1月20日：REIGN 5th ANNIVERSARY ONEMAN tour 2018〜2019 「The REIGN  #2【beyond】」を開催（全国５都市）
- 2019
  - 2月11日：5th ANNIVERSARY ONEMAN TOUR FINALをTSUTAYA O-EASTにて開催
  - 5月11日：REIGN LIVE DVD「5th ANNIVERSARY ONEMAN  TOUR FINAL TSUTAYA O-EAST」発売（ライブ会場**店舗**通信販売限定）
  - 6月20日：12枚目のシングル「至極」、13枚目のシングル「白蛇」同時発売
  - 6月27日：REIGN LIVE DVD初リリース記念Special ONEMAN LIVEを高円寺二万電圧にて開催
  - 7月29日：TANO BIRTHDAY ONEMAN LIVE「酒と泪と男と女」を札幌Crazy Monkeyにて開催
  - 7月30日：TANO BIRTHDAY ONEMAN LIVE「DEATH!!!」を札幌Crazy Monkeyにて開催
  - 7月17日：14枚目のシングル「Absolute 14」発売
  - 9月20日：龍史 BIRTHDAY ONEMAN LIVE「そこらへんでは一番ロックな日」を渋谷REにて開催
  - 10月24日：郁磨 BIRTHDAY ONEMAN LIVE「Halloween Shudder」を池袋EDGEにて開催
  - 11月25日：和春 BIRTHDAY ONEMAN LIVE「Rocky Road」を仙台MACANAにて開催
  - 12月11日：15枚目のシングル「Hidden」発売
- 2020年
  - 1月22日：REIGN 6th ANNIVERSARY 10都市ONEMAN tour『Still bottom of the rock 番外編』〜大阪 無料ワンマン #1〜を大阪RUIDOにて開催
  - 1月25日 - 3月13日：REIGN 6th ANNIVERSARY 10都市ONEMAN tour『Still bottom of the rock』を開催
  - 2月21日：REIGN 6th ANNIVERSARY 10都市ONEMAN tour『Still bottom of the rock 番外編』〜大阪 無料ワンマン #2〜を大阪RUIDOにて開催

## ディスコグラフィ

### シングル
- 悪魔的音源五部作 
  - 「悪魔的音源五部作」は6作品で一つの物語として作成された、REIGNの第一作から第六作目までのシングルをさす。第一作は【疑惑】、第二作は【究明】、第三作は【真相】、第四作は【覚醒】、第五作は【迷宮】となっている。五部作目までの全ての作品のジャケットと、本五部作に関連するイメージアニメーションである「闇と命のランタン」、双方のイラストをエレ児が手掛ける。第六作目となる悪魔的音源五部作『裏』最終章【解放】のリリースにより完結を迎えた。

| No. | 発売日         | タイトル                              | 品番      | 収録曲                                                                                      | 備考                                                    |
| --- | -------------- | ------------------------------------- | --------- | ------------------------------------------------------------------------------------------- | ------------------------------------------------------- |
| 1   | 2014年1月31日  | 悪魔的音源五部作第一章 【疑惑】       | AMSR-001  | 1. Death waltZ 2. 羅刹 3. バイオレンス ハレルヤ                                             | 1形態3曲入りMaxiSingle ZEALLINK限定発売(LIVE物販販売有) |
| 2   | 2014年4月16日  | 悪魔的音源五部作第二章 【究明】       | AMSR-002  | 1. Death paradE 2. 「撲殺？毒殺？ねぇ、ダーリン？」 3. Bunny Go Round                       | 1形態3曲入りMaxiSingle                                  |
| 3   | 2014年7月9日   | 悪魔的音源五部作第三章 【真相】       | AMSR-003A | 1. Death loveR 2. 小悪魔ストロベリー 3. Jumping speaker                                     | A-TYPE CD3曲                                            |
| 3   | 2014年7月9日   | 悪魔的音源五部作第三章 【真相】       | AMSR-003B | 1. Death loveR 2. 小悪魔ストロベリー 3. Death loveR live clip 4. 初全国TOUR short document. | CD2曲 DVD2枚                                            |
| 4   | 2014年10月22日 | 悪魔的音源五部作第四章【覚醒】        | AMSR-004A | 1. Death mirroR 2. 絶愛プラトニック 3. 魔性覚醒鬼                                           | A-TYPE CD3曲                                            |
| 4   | 2014年10月22日 | 悪魔的音源五部作第四章【覚醒】        | AMSR-004B | CD 1. Death mirroR 2. 絶愛プラトニック DVD 1. Death mirroR MUSIC VIDEO 2. MV Making         | B-TYPE CD2曲＋DVD                                       |
| 5   | 2014年12月24日 | 悪魔的音源五部作最終章 【迷宮】       | AMSR-005A | 1. Death fatE 2. Death partY 3. 慕情灯                                                      | A-TYPE CD3曲                                            |
| 5   | 2014年12月24日 | 悪魔的音源五部作最終章 【迷宮】       | AMSR-005B | 1. Death fatE 2. Death partY DVD 1. Death fatE Music Clip 2. Making                         | B-TYPE CD2曲＋DVD                                       |
| 6   | 2015年04月11日 | 悪魔的音源五部作『裏』最終章 【解放】 | AMSR-006  | 1. Death crim 2. NEVER BLUE 3. Death bluT                                                   | 1形態3曲入りMaxiSingle LIVE物販、通信販売限定           |
| 7   | 2015年7月22日  | CLUB BUNNY                            | AMSR-007A | 1. CLUB BUNNY 2. 夢幻 3. たぶん、病んでない。                                               | A-TYPE CD3曲                                            |
| 7   | 2015年7月22日  | CLUB BUNNY                            | AMSR-007B | CD 1. CLUB BUNNY 2. 夢幻 DVD 1. 「CLUB BUNNY MUSIC CLIP」                                   | B-TYPE CD2曲＋DVD                                       |
| 8   | 2016年5月11日  | AKANE                                 | SDR-292A  | 1. AKANE 2. 溟海 3. 404                                                                     | A-TYPE CD3曲                                            |
| 8   | 2016年5月11日  | AKANE                                 | SDR-292B  | CD 1. AKANE 2. 溟海 DVD 1. AKANE                                                            | B-TYPE CD2曲＋DVD                                       |
| 9   | 2016年9月14日  | 君に                                  | SDR-298A  | 1. 君に 2. Suge Nametel Sole 3. 飼い主のいない嘘                                            | A-TYPE CD3曲                                            |
| 9   | 2016年9月14日  | 君に                                  | SDR-298B  | CD 1. 君に 2. Suge Nametel Sole DVD 1. 君に MUSIC CLIP+Music Clip off shot                  | B-TYPE CD2曲＋DVD                                       |
| 10  | 2017年6月7日   | COBALT                                | SDR-313A  | CD 1. VENOM 2. Death marY 3. MOON CHILD DVD 1. 「VENOM」MUSIC CLIP+「VENOM」OFF SHOT        | A-TYPE CD3曲＋DVD                                       |
| 10  | 2017年6月7日   | COBALT                                | SDR-313B  | 1. VENOM 2. Death marY 3. MOON CHILD                                                        | B-TYPE CD3曲                                            |
| 11  | 2017年9月20日  | CRIMSON                               | SDR-320A  | CD 1. RISE 2. Pandora 3. Clock Joker DVD RISE MV＋MAKING                                    | A-TYPE CD3曲＋DVD                                       |
| 11  | 2017年9月20日  | CRIMSON                               | SDR-320B  | 1. RISE 2. Pandora 3. Clock Joker                                                           | B-TYPE CD3曲                                            |
| 12  | 2018年6月20日  | 至極                                  | SDR-331A  | CD 1. ゆらり DVD 1. ゆらり MV＋MAKING                                                       | 初回限定盤 CD+DVD                                       |
| 12  | 2018年6月20日  | 至極                                  | SDR-331B  | 1. ゆらり 2. Wedding of Death                                                               | 通常盤 CD                                               |
| 13  | 2018年6月20日  | 白蛇                                  | SDR-332A  | CD 1. 完全無欠絶対的Ruler DVD 1. 完全無欠絶対的Ruler MV＋MAKING                             | 初回限定盤 CD+DVD                                       |
| 13  | 2018年6月20日  | 白蛇                                  | SDR-332B  | 1. 完全無欠絶対的Ruler 2. 終熄のフリージア                                                  | 通常盤 CD                                               |
| 14  | 2019年7月17日  | Absolute 14                           | SDR-348A  | CD 1. Envision 2. Gnarly 3. Petrichor DVD 1. Envision Music Clip+Music Clip off shot        | 初回限定盤 CD+DVD                                       |
| 14  | 2019年7月17日  | Absolute 14                           | SDR-348B  | 1. Envision 2. Gnarly 3. Petrichor                                                          | 通常盤 CD                                               |
| 15  | 2019年12月11日 | Hidden                                | SDR-354A  | CD 1. ME 2. sin 3. Ray DVD 1. ME Music Clip 2. Music Clip off shot                          | 初回限定盤 CD+DVD                                       |
| 15  | 2019年12月11日 | Hidden                                | SDR-354B  | 1. ME 2. sin 3. Ray                                                                         | 通常盤 CD                                               |

### ミニアルバム
| 発売日 | タイトル       | 品番   | 収録曲      | 備考 |                   |
| ------ | -------------- | ------ | ----------- | --- | ----------------- |
| 1      | 2017年02月08日 | GRAY   | S.D.R-308-A | CD 1. Weather of death 2. Ghost labyrinth 3. 蜉蝣 4. CALENDULA 5. Two of a kind 6. ROCK KNOCK DVD 1. 「Ghost labyrinth」MUSIC CLIP 2. 「Ghost labyrinth」OFF SHOT | A-TYPE CD6曲+DVD  |
| 1      | 2017年02月08日 | GRAY   | S.D.R-308-B | 1. Weather of death 2. Ghost labyrinth 3. 蜉蝣 4. CALENDULA 5. Two of a kind 6. ROCK KNOCK                                                                        | B-TYPE CD6曲      |
| 2      | 2018年11月14日 | BEYOND | SDR-340A    | CD 1. fall into a deep sleep 2. BEYOND 3. 眠剤二十錠 4. Chu×Chu×Chu 5. Life is short 6. 僕の独裁的教育思想反論の歌 DVD 1. 僕の独裁的教育思想反論の歌 MV+MAKING    | 初回限定盤 CD+DVD |
| 2      | 2018年11月14日 | BEYOND | SDR-340B    | 1. fall into a deep sleep 2. BEYOND 3. 眠剤二十錠 4. Chu×Chu×Chu 5. Life is short 6. 僕の独裁的教育思想反論の歌                                                   | 通常盤 CD         |

### アルバム
| No. | 発売日         | タイトル | 品番      | 収録曲 | 備考               |
| --- | -------------- | -------- | --------- | --- | ------------------ |
| 1   | 2016年01月20日 | 【666】  | AMSR-008A | 1. 【666】 2. 現実カタストロフィ 3. CATch me 4. Death bluT 5. 爆ノリ絶叫 6. 約束の言葉 7. 眠り姫 8. CLUB BUNNY 9. Spiral Memory 10. Death paradE                                                                                                | A-TYPE CD10曲      |
| 1   | 2016年01月20日 | 【666】  | AMSR-008B | CD 1. 【666】 2. 現実カタストロフィ 3. CATch me 4. Death bluT 5. 爆ノリ絶叫 6. 約束の言葉 7. 眠り姫 8. CLUB BUNNY 9. テディ 10. Death paradE DVD - 「眠り姫」music clip - 2015年11月8日2nd anniversary ONE MAN LIVE「魔法のトビラ」ドキュメント | B-TYPE CD10曲＋DVD |
| 2   | 2018年02月14日 | ベリアル | SDR-327A  | CD 1. EXORCISM 2. SINGING in THE REIGN 3. エミリアの土曜日 4. VENOM 5. Pupa 6. 桜流し 7. Ghost labyrinth 8. Shallow「P'」 9. RISE 10. TONIGHT DVD 1. Pupa Music Clip+Music Clip off shot                                                        | 初回限定盤 CD+DVD  |
| 2   | 2018年02月14日 | ベリアル | SDR-327B  | 1. EXORCISM 2. SINGING in THE REIGN 3. エミリアの土曜日 4. VENOM 5. Pupa 6. 桜流し 7. Ghost labyrinth 8. Shallow「P'」 9. RISE 10. TONIGHT | 通常盤 CD          |

## 動画コンテンツの展開
公式にYouTube内に掲載されている主な動画コンテンツは以下のものがある。

### 「闇と命のランタン」
悪魔的音源五部作と連動したイメージアニメーション。REIGN公式チャンネル「REIGNTUBE」にて公開されている。悪魔的音源五部作のジャケットデザインと同様、イラストはエレ児が手掛けている。

### REIGN郁磨の悪魔的教育講座
郁磨（Vo.）がテーマに基づき、専門家から直接学ぶという教養番組。「REIGN郁磨の悪魔的教育講座」として、第一回 - 第三回の「恐竜編」、第四回 - 第八回の「深海編」の計8本が「VAP ORIGINAL CHANNEL」にて公開されている。第八回で最終回とされていたが、後にSadie の剣（Gu.）を迎えて「REIGN郁磨withSadie剣の悪魔的教育講座」として復活し、「宇宙篇」3本と「特別篇 矢追純一スペシャル!」3本の計6本が同じく「VAP ORIGINAL CHANNEL」にて公開されている。

## 公式キャラクター
REIGNにはいくつかのオリジナルキャラクターが存在する。CDジャケットや公式グッズに描かれるだけではなく、楽曲の歌詞に登場したり、ライブのMCをしたりと、活躍の場は幅広い。
- 麗音（れいん）：オフィシルサイトやCDジャケット、オフィシャルグッズに描かれている悪魔の男の子[3]。REIGNの代表的なキャラクター。アルファベットではバンド名と同じく「REIGN」と表記される。ライブではメンバー登場時や曲の間のMC（音声のみ）を行うなど、もうひとりのメンバーとして活躍する。
- BUNNY B Sunny：麗音同様、オフィシャルグッズなどに描かれている悪魔の女の子。通称「バニーちゃん」。悪魔的音源五部作第三章 【真相】に収録されている「小悪魔ストロベリー」の歌詞では麗音とBunnyの関係が描かれている。また、苺が好きという設定で、REIGNの公式グッズのタオルにも苺を頬張るBunnyの姿がデザインされている。
- Mirror：悪魔的音源五部作第四章【覚醒】に収録されている「Death mirroR」の歌詞に登場するキャラクターで、氷の国の女王という設定を持つ。通称「ミラーちゃん」。REIGNの一周年記念のワンマンライブでは、手配書風の張り紙で初めてその姿を見せた。
- 鬼：悪魔的音源五部作第四章【覚醒】（Aタイプのみ）に収録されている「魔性覚醒鬼」の歌詞に登場するキャラクターで、片羽を持つ鬼の男の子。Mirror同様、REIGNの一周年記念のワンマンライブにおいて、手配書風の張り紙で初めてその姿を見せた。

## 楽曲提供
- 「Spiral Memory」（アルバム「【666】」A-TYPEに収録）：PC用ゲーム「円環のメモーリア」（A'sRing,2016年）主題歌[4]

## カラオケ配信

### DAM
- 「眠り姫」

### JOYSOUND
- 「君に」